# Szyłele
Szyłele (lit. Šilalė) – miasto na zachodzie Litwy, położone w okręgu tauroskim, 30 km na północ od Taurogów. 6 tys. mieszkańców (2007). Nazwa miasta pochodzi od litewskiego słowa lasek.

## Historia
Miasto jest wzmiankowane w dokumentach od początku XVI wieku. Od 1522 odbywał się targ, w 1533 był postawiony pierwszy kościół (spłonął w 1769). W 1660 otrzymało przywileje handlowe. Przez część XVIII i XIX w. majątek szyłelski należał do rodziny Piłsudskich oraz Billewiczów.
Pod koniec XIX w. w Szyłelach funkcjonowała poczta, młyn, apteka, szkoła luterańska i ludowa. W 1916 pożar zniszczył większość zabudowań. Prawa miejskie od 1952. Herb miejski potwierdzony w 2001.
Obecnie w mieście znajdują się dwie świątynie: neogotycki kościół katolicki pw. św. Franciszka z Asyżu (zbudowany 1909 wg projektu Józefa Piusa Dziekońskiego) i ewangelicka kircha. Wewnątrz kościoła katolickiego znajdują się XIX-wieczne rzeźby św. Antoniego i św. Anny.
W okolicach Szyłeli jest kilkanaście geologicznych pomników przyrody, głównie dużych głazów narzutowych.

## Współpraca
Miejscowości partnerskie:
- Essen, Belgia
- Kraśnik, Polska